# Hodgesia sanguinae
Hodgesia sanguinae is een muggensoort uit de familie van de steekmuggen (Culicidae). De wetenschappelijke naam van de soort werd voor het eerst geldig gepubliceerd in 1904 door Frederick Vincent Theobald.